# Like Gods of the Sun
Like Gods of the Sun (v překladu Jako bohové Slunce) je čtvrté studiové album britské gothic/death/doomové hudební skupiny My Dying Bride z roku 1996, které vyšlo u britského vydavatelství Peaceville Records.
Ke skladbě "For You" vznikl videoklip.

## Seznam skladeb
1. "Like Gods of the Sun" – 5:41
2. "The Dark Caress" – 5:58
3. "Grace Unhearing" – 7:19
4. "A Kiss to Remember" – 7:31
5. "All Swept Away" – 4:17
6. "For You" – 6:37
7. "It Will Come" – 4:27
8. "Here in the Throat" – 6:22
9. "For My Fallen Angel" – 5:55
10. "It Will Come" (Nightmare mix, bonusová skladba na digipaku) – 5:36
11. "Grace Unhearing" (Portishell mix, bonusová skladba na digipaku) – 7:05

## Sestava
- Aaron Stainthorpe – vokály
- Andrew Craighan – kytara
- Calvin Robertshaw – kytara
- Adrian Jackson – baskytara
- Martin Powell – housle, klávesy
- Rick Miah – bicí